# Лабораторна балка
44°34′50″ пн. ш. 33°33′25″ сх. д. / 44.58056° пн. ш. 33.55694° сх. д.

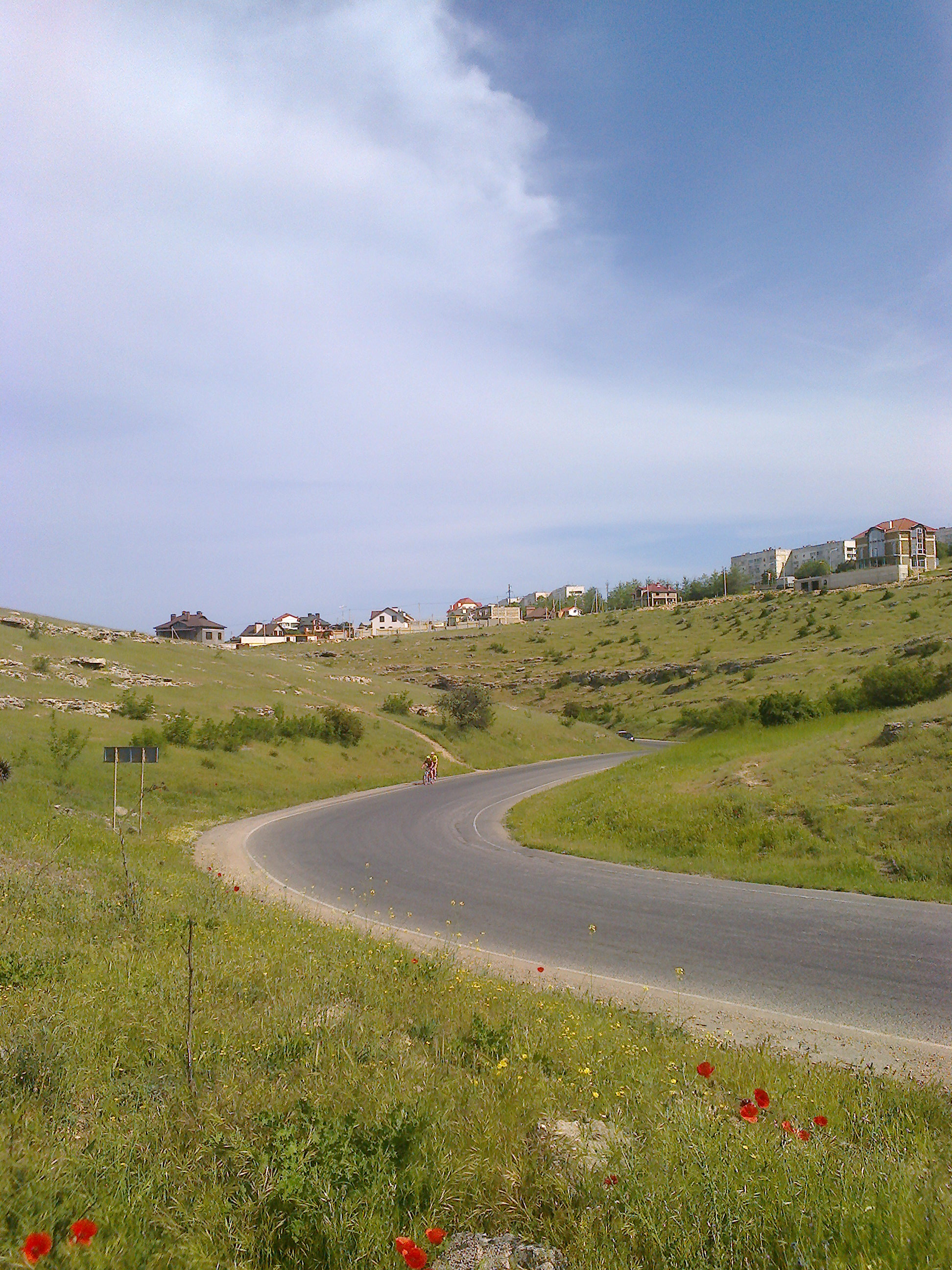
Лабораторне шосе в балці

Лабораторна балка (Воронцовська) — балка в Нахімовському районі Севастополя на Корабельній стороні. Її витоки розташовані за півтора кілометра на північний захід від Сапун-гори, звідки вона збігає в північно-західному напрямку до впадіння в вершину Південної бухти. Довжина балки більше п'яти кілометрів
Назву балка отримала по розташованих в ній лабораторіях Морського відомства, в яких на початку XIX століття споряджалися порохом артилерійські снаряди (бомби, гранати). Відомі й інші її назви: Воронцовська — за однойменним шосе, прокладеному в ній в 30-40 роки XIX століття. 1938 року чиновники перейменували балку в Курортну, але ця назва не прижилась з часом. 
Частиною балки, що примикає до площі Рев’якіна, проходить вулиця Рев’якіна. Далі, де балка не забудована, починається Лабораторне шосе. 